# L'origine perduta
L'origine perduta è un romanzo del 2003 della scrittrice spagnola Matilde Asensi, pubblicato in Italia dalla Sonzogno.

## Trama
Il protagonista del romanzo è Arnau, affermato imprenditore informatico di Barcellona e abile hacker. L'azione prende il via dal momento in cui Arnau viene avvertito che il fratello Daniel, etnologo e promettente studioso in ambito accademico, è stato portato all'ospedale perché la moglie Ona lo ha trovato apparentemente delirante: affermava infatti di essere morto e chiedeva di essere sepolto. I medici gli diagnosticano agnosia e sindrome di Cotard, ma le loro cure si dimostrano inutili per curare la strana malattia di Daniel. Arnau, però, si convince che la singolare alterazione mentale del fratello è legata agli studi che egli stava compiendo, legati all'antica lingua aymara: Daniel è stato colpito da un'antica maledizione. Indagando e documentandosi sul lavoro del fratello, Arnau scopre che l'aymara è una lingua diversa da tutte le altre, perché è così perfetta e segue un ordine così matematico da sembrare quasi un linguaggio di programmazione. Grazie a numerose ricerche e, soprattutto, alla enigmatica mappa cinquecentesca del pirata Piri Reìs, Arnau scopre che la lingua aymara ha il potere di riprogrammare le menti umane, e che i discendenti dell'antica setta degli yatiris hanno continuato a tramandare la conoscenza del potere delle parole. Insieme ai due amici Marc e Lola (anch'essi geniali hacker), Arnau si reca in Bolivia per visitare le rovine dell'antica città di Tiahuanaco, dove incontrano la professoressa di Daniel, anch'essa recatasi negli stessi luoghi perché a conoscenza della storia degli yatiris e della loro lingua perfetta. Inizialmente antagonista, la professoressa diventa poi un'importante alleata di Arnau nella spedizione nelle pericolose zone inesplorate della foresta amazzonica, dove i protagonisti riusciranno infine ad incontrare gli yatiris, gli unici in grado di guarire Daniel dalla maledizione.
L'idea fondamentale del libro, ossia l'esistenza di un'arcaica lingua perfetta, è stata ispirata dal libro di Umberto Eco La ricerca della lingua perfetta nella cultura europea, in cui viene citata la lingua aymara per la sua struttura paragonabile a quella di un linguaggio informatico.

## Edizioni
- Matilde Asensi, L'origine perduta, traduzione di Margherita D'Amico, Sonzogno, 2006,  p. 502, ISBN 88-454-1335-7.